# Pteropus chrysoproctus
Pteropus chrysoproctus, también conocido como zorro volador de las Molucas, o zorro volador de Amboina, es una especie de murciélago frugívoro de gran tamaño, perteneciente a la familia Pteropodidae, género Pteropus. Habita en bosques de baja altitud (menos de 250 m sobre el nivel del mar) de las islas Ceram, Buru y Ambon en las Islas Molucas, Indonesia. Su área de distribución es inferior a los 20 000 km². Su población está decreciendo debido principalmente a caza por la población local que consume su carne.